# All the Best Cowboys Have Chinese Eyes
All The Best Cowboys Have Chinese Eyes ist das dritte Soloalbum von Pete Townshend und wurde von ATCO 1982 veröffentlicht. 
Der Titel des Albums, im Deutschen in etwa „Die tollsten Cowboys haben chinesische Augen“, bezieht sich darauf, dass Westernhelden in Filmen häufig die Augen zu Schlitzen zusammengezogen haben.

## Titelliste
1. Stop hurting people
2. The sea refuses no river
3. Prelude
4. Face dances part two
5. Exquisitly bored
6. Communication
7. Stardom in Acton
8. Uniforms (Corp d’esprit)
9. North country girl
10. Somebody saved me
11. Slit skirts

Ursprünglich war geplant, zwischen Slit skirts und Uniforms noch das Lied Vivienne einzuschieben. Kurz vor Beginn der Pressung nahm man es wieder von dem Album herunter. 2006 erschien es jedoch gemeinsam mit den Titeln Man Watching und Dance it away als Bonus-Tracks auf einer CD-Neuauflage des Albums.

## Pete Listening time
Das Album Pete Listening time ist eine abgewandelte Form des Albums All The Best Cowboys Have Chinese Eyes von 1982. Allerdings sind hier die Songs in einer anderen Reihenfolge zusammengestellt, und es werden die Songs von kurzen Kommentaren von Pete Townshend unterbrochen. Alle Exemplare des in einer Auflage von nur 1000 Alben für Promotionzwecke aufgelegten Albums sind von Pete Townshend handsigniert. Die Kommentare wurden am 15. Juni 1982 aufgenommen.